# Sum in medio tempestatum
Sum in medio tempestatum, RV 632, és un motet compost per Antonio Vivaldi a partir d'un text anònim en llatí. Està escrit en la tonalitat de fa major i dins l'habitual estil líric italià del barroc. Com en els motets introductoris, peces que precedien algunes grans obres de Vivaldi, els textos no són litúrgics, sinó versions lliures en llatí d'autor desconegut. El text d'aquest motet també va ser posat en música per Leonardo Leo (1690-c.1730). Cronològicament, és l'últim dels seus motets supervivents, juntament amb In turbato mare irato. Sum in medio tempestatum, a més d'exigir un cantant d'una extraordinària agilitat, és una de les obres més "galants" de Vivaldi.

## Estructura i anàlisi musical
Està escrit per a soprano solista. Com en el cas del motet In turbato mare irato, el manuscrit es troba a la Sächsische Landesbibliothek de Dresden (Mus. 2389-E-1); en el títol apareix la indicació «Motetto a Canto solo con strumenti del Vivaldi». Estan a Alemanya i provenen de la col·lecció de música sacra del compositor i baixista de Bohèmia Jan Dismas Zelenka (1679-1745). L'entrada al seu catàleg data de 1731, però probablement els va adquirir una mica abans. Denis Arnold va proposar la frase "concert per a veu" per descriure aquests motets de Vivaldi. A l'època de Vivaldi, molts motets solistes, com aquest RV 632, eren "per ogni temps", és a dir, per a qualsevol època de l'any. Posar un text poètic que sigui prou general per adaptar-se a la majoria de les festivitats tenia l'avantatge de produir obres que podrien convertir-se obres de repertori que es podien repetir i, per tant, molt millor per al compositor i per a l'intèrpret. En aquest cas, pot ser interpretat en qualsevol acte litúrgic de qualsevol dia, per exemple, una missa o per les vespres. Aquests motets, així com el Laudate pueri en sol major (RV 601), van ser escrits probablement per a un o més dels set cantants de la Cort de Saxònia que van arribar a Venècia per formar-se durant la dècada del 1720, abans de reincorporar-se a la Hofkapelle l'any 1730.
L'obra, en la tonalitat de fa major, té una estructura en quatre moviments i amb les següents característiques musicals:
| Moviment                      | Instrumentació        | Forma     | Tempo             | Tonalitat |
| ----------------------------- | --------------------- | --------- | ----------------- | --------- |
| 1. «Sum in medio tempestatum» | soprano, corda i b.c. | ària      | allegro non molto | fa major  |
| 2. «Quid ergo faciam»         | soprano i b.c.        | recitatiu | (recitatiu)       | ...       |
| 3. «Semper maesta»            | soprano, corda i b.c. | ària      | largo             | si♭ major |
| 4. «Alleluia»                 | soprano, corda i b.c. | ària      | allegro           | fa major  |

A la primera ària, el cantant compara la condició humana a la d'un vaixell atrapat en una tempesta (Vivaldi descriu clarament un llamp en la part del violí primer). En el recitat que segueix, es resol abandonar les temptacions del món i seguir a Jesús. Així, en la seva segona ària, que és més lenta, l'esser humà no té res més a fer sinó expressar la felicitat i el sentiment de seguretat que li dona la seva nova fe. L'"Alleluia" (sense la qual no hi ha motet),representa una conclusió molt exuberant.
Té un cert aire d'estil galant. La línia melòdica principal està plena de detalls i la polaritat estricta entre la línia ornamental de la soprano i la funcionalitat del baix és bastant evident. Evita qualsevol incorporació d'algun tipus de contrapunt. No es tracta de música superficial o fàcil; però queda clar que projecta un estil diferent del Vivaldi més primerenc.

## Text
Els textos dels motets del segle xviii poques vegades eren peces de fina poesia llatina; el viatger francès Pierre-Jean Grosley els va descriure com a ""una mala combinació de paraules llatines, on les barbarismes i els solecisme són més comuns que el sentit i la raó". El manuscrit es troba a la Sächsische Landesbibliothek de Dresden (Mus. 2389-E-2).